# Rétszilas–Bátaszék-vasútvonal
A Rétszilas–Bátaszék-vasútvonal a MÁV 46-os számú mellékvonala a Mezőföld déli peremén. Végig egyvágányú, nem villamosított vasútvonal. Tolna vármegye székhelyét, Szekszárdot kapcsolja be az országos vasúthálózatba.

## Fekvése
A vasútvonal kezdőpontja Rétszilas vasútállomás, amelynek végponti oldalán ágazik ki a Budapest–Pécs-vasútvonalból. A vasútvonal a Mezőföldön halad párhuzamosan a Sárvízzel. Szekszárd-Palánk megállóhely után következik a Sió hídja. Szekszárdot követően a vonal továbbra is dél felé tart, majd eléri végpontját, Bátaszéket. Itt csatlakozik az 50-es számú Dombóvár–Bátaszék mellékvonalhoz és a 154-es számú Bátaszék–Kiskunhalas fővonalhoz, de itt ért véget a 64-es Pécs–Bátaszék mellékvonal is.

## Története
A jelenlegi vasútvonal két lépcsőben épült meg. A térségben történő vasútépítésre 17 különböző terv készült, melyek közül végül a Rétszilas–Szekszárd-vasútvonal megépítése mellett döntöttek. Ennek a szakasznak az építése 1883. május 9-én kezdődött meg, átadása 1883. december 2-án, kevesebb mint 7 hónap után történt meg. Ezt követte a Szekszárdot Bátaszékkel összekötő szakasz, ami 1897. augusztus 23-án nyílt meg HÉV-vonalként.
2008 decemberére, a vasútvonal megnyitásának 125. évfordulójára 30 millió forintos ráfordítással felújították a szekszárdi vasútállomás felvételi épületét.

## Pálya
| Kezdőpont | Végpont   | Sebesség (km/h) | Táv (km) |
| --------- | --------- | --------------- | -------- |
| Sárbogárd | Rétszilas | 120             | 9        |
| Rétszilas | Szekszárd | 100             | 56       |
| Szekszárd | Szekszárd | 40              |          |
| Szekszárd | Bátaszék  | 60              | 19       |

## Forgalom
A vasútvonalon keresztül a 2008-as menetrendváltásig naponta közvetlen vonatok közlekedtek Bajáról Budapestre, illetve Székesfehérvárra. Iskolaszezonban vasárnapi közlekedési rend szerint közlekedik a Budapest-Baja viszonylatú Sugovica expressz nevű vonat, illetve napi 1 pár közvetlen Gemenc expresszvonat, amely a 2008–2009-es menetrendben az egyetlen közvetlenül Budapestre közlekedő vonat volt a vonalon. A Városi és Elővárosi Közlekedési Egyesület szerint a vasútvonal a 45-ös vonal mellett a 2008-as menetrendváltozás legnagyobb áldozata volt.
A 2009-es menetrendváltástól új vonatnemet vezettek be a vonalon InterRégió néven, felfűzve a nagyobb településeket mint Nagydorog, Tolna, Szekszárd, Decs és Baja. A szerelvények már Gemenc InterRégió néven Székesfehérvár és Baja között közlekednek, Sárbogárdon csatlakozást biztosítva a Budapest és Pécs között közlekedő Mecsek InterCity vonatokra.
2021. szeptember 13-án feltételes megállási rend került bevezetésre Tengelic, Fácánkert és Őcsény megállóhelyeken.

## Járművek
A Gemenc InterRégiókon és a Sugovica expresszvonaton is Siemens Desiro motorvonatok közlekednek. Munkanapokon a helyi betét személyvonatokon Bzmot motorvonatok is megjelennek. Régebben az InterRégió járatokon „Uzsgyi” motorvonatok közlekedtek.

## Galéria

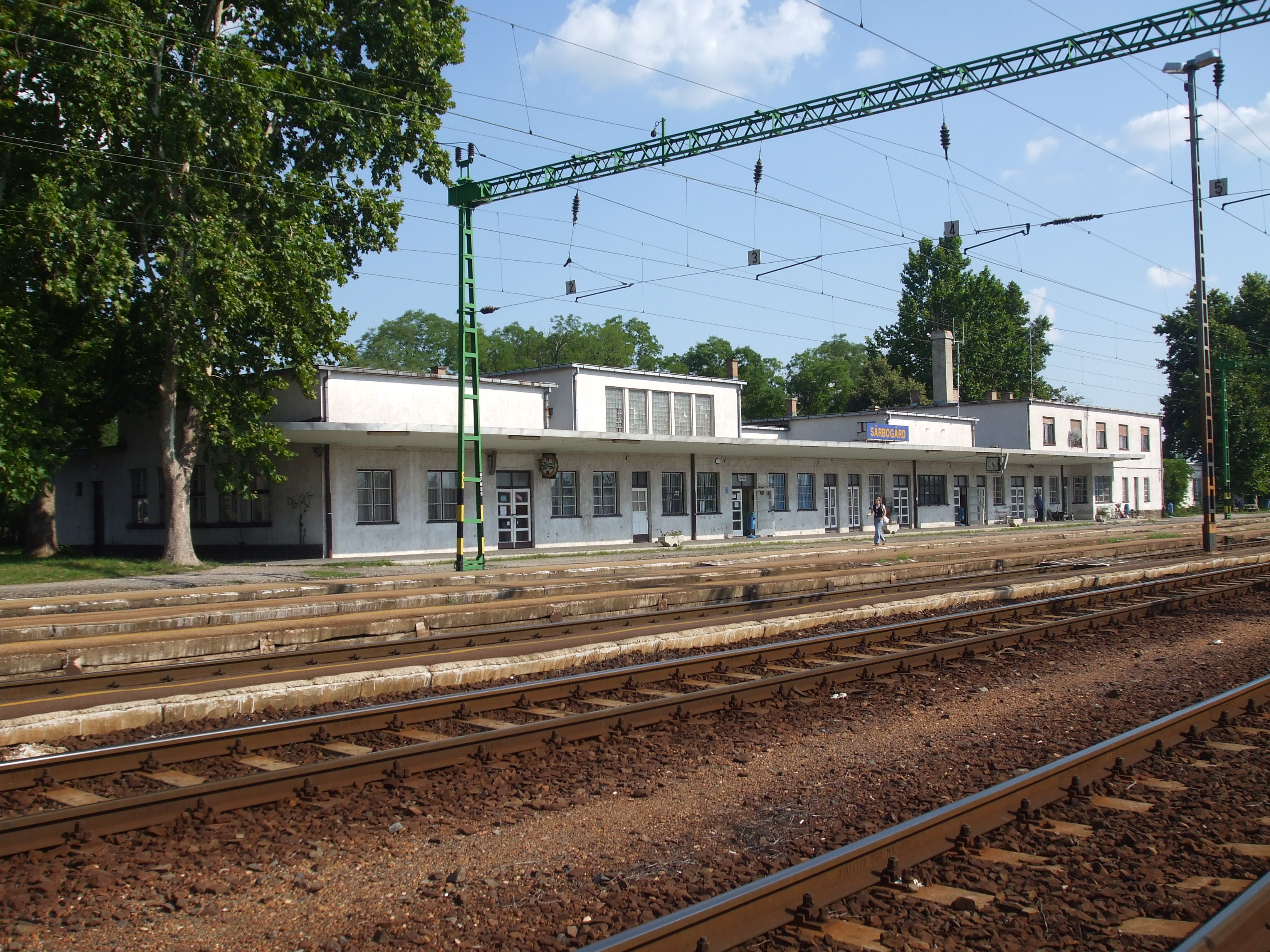
Sárbogárd állomás felvételi épülete
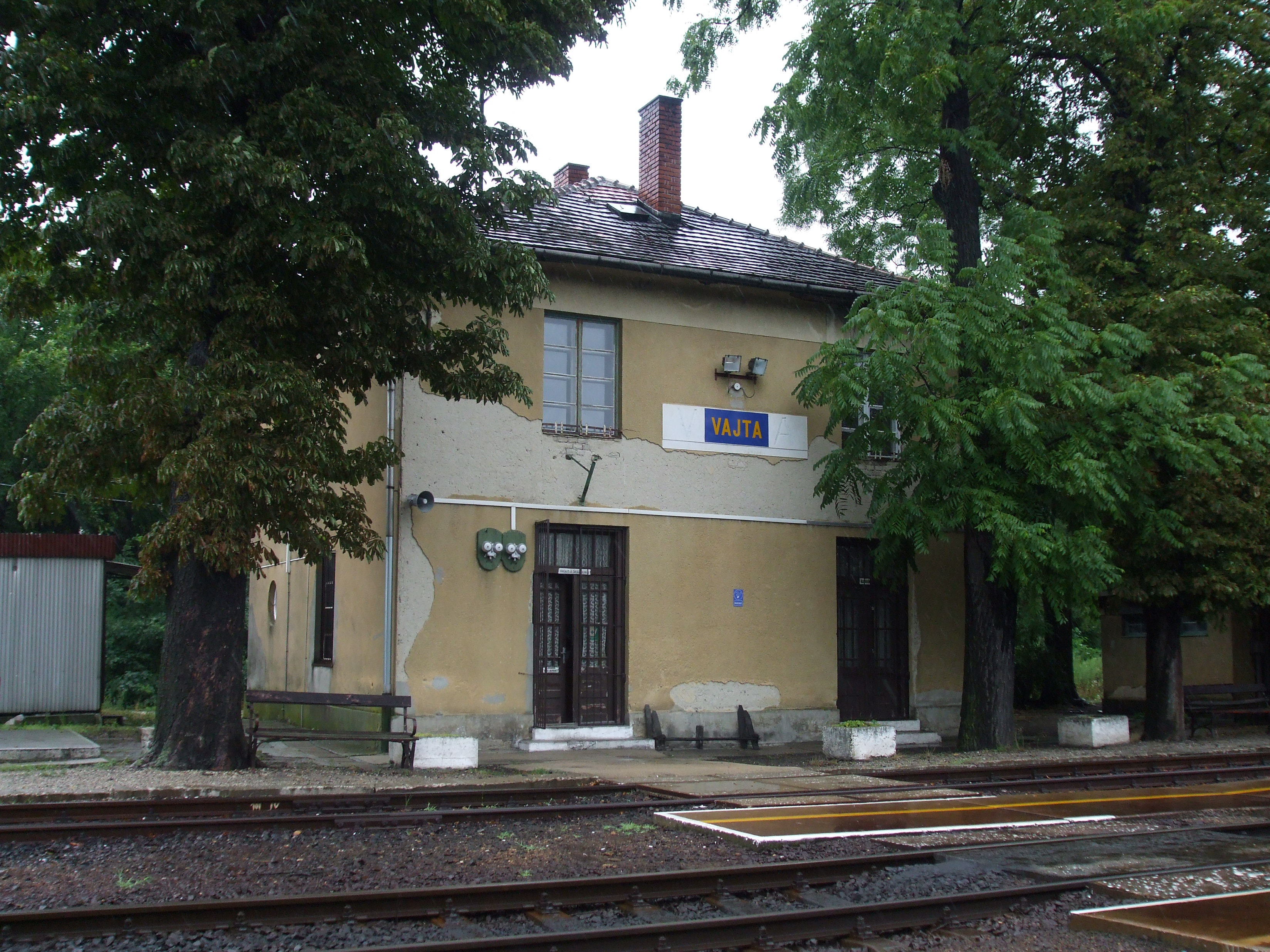
Vajta vasútállomása
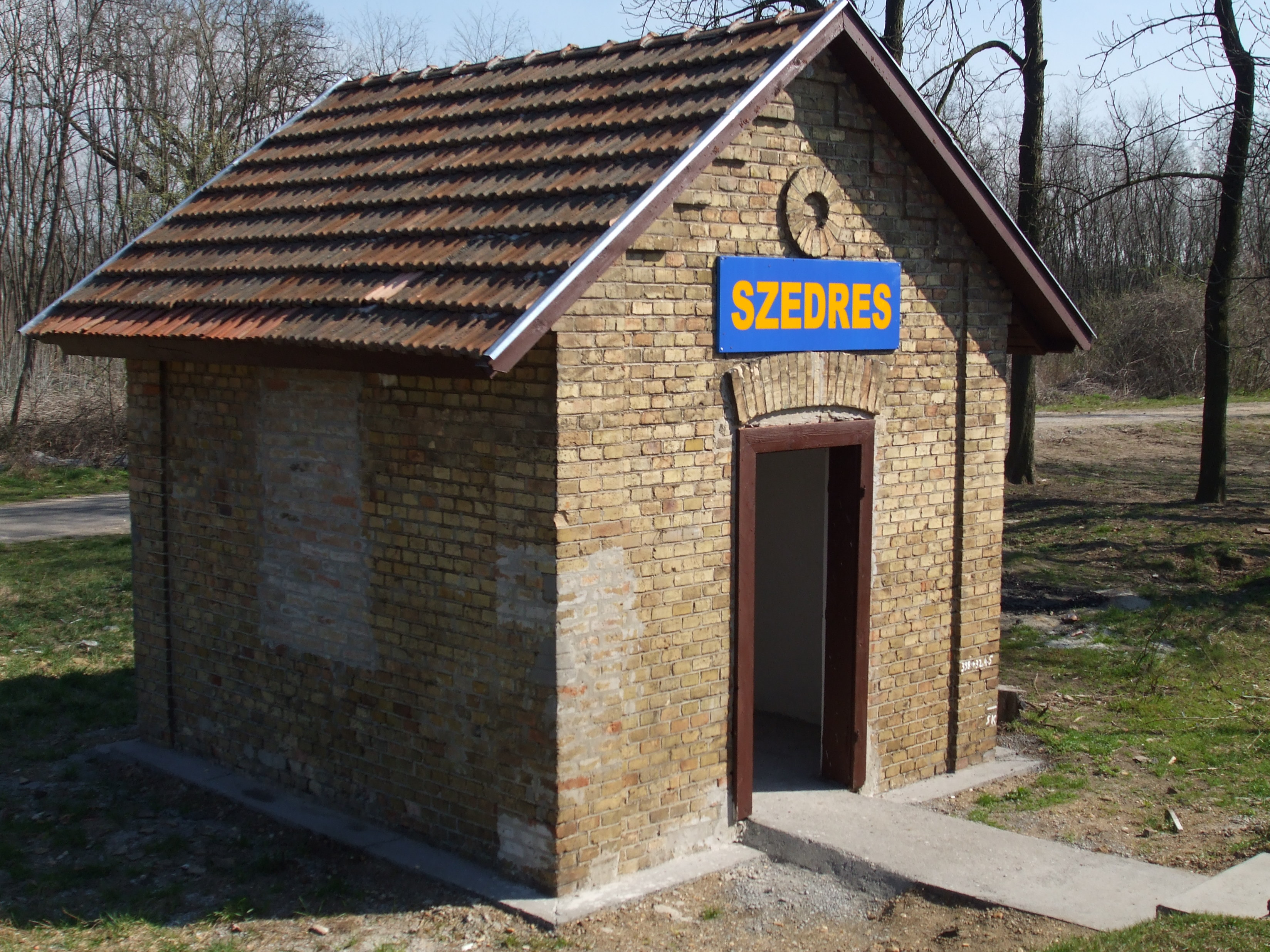
Szedres megállóhely épülete, 2008
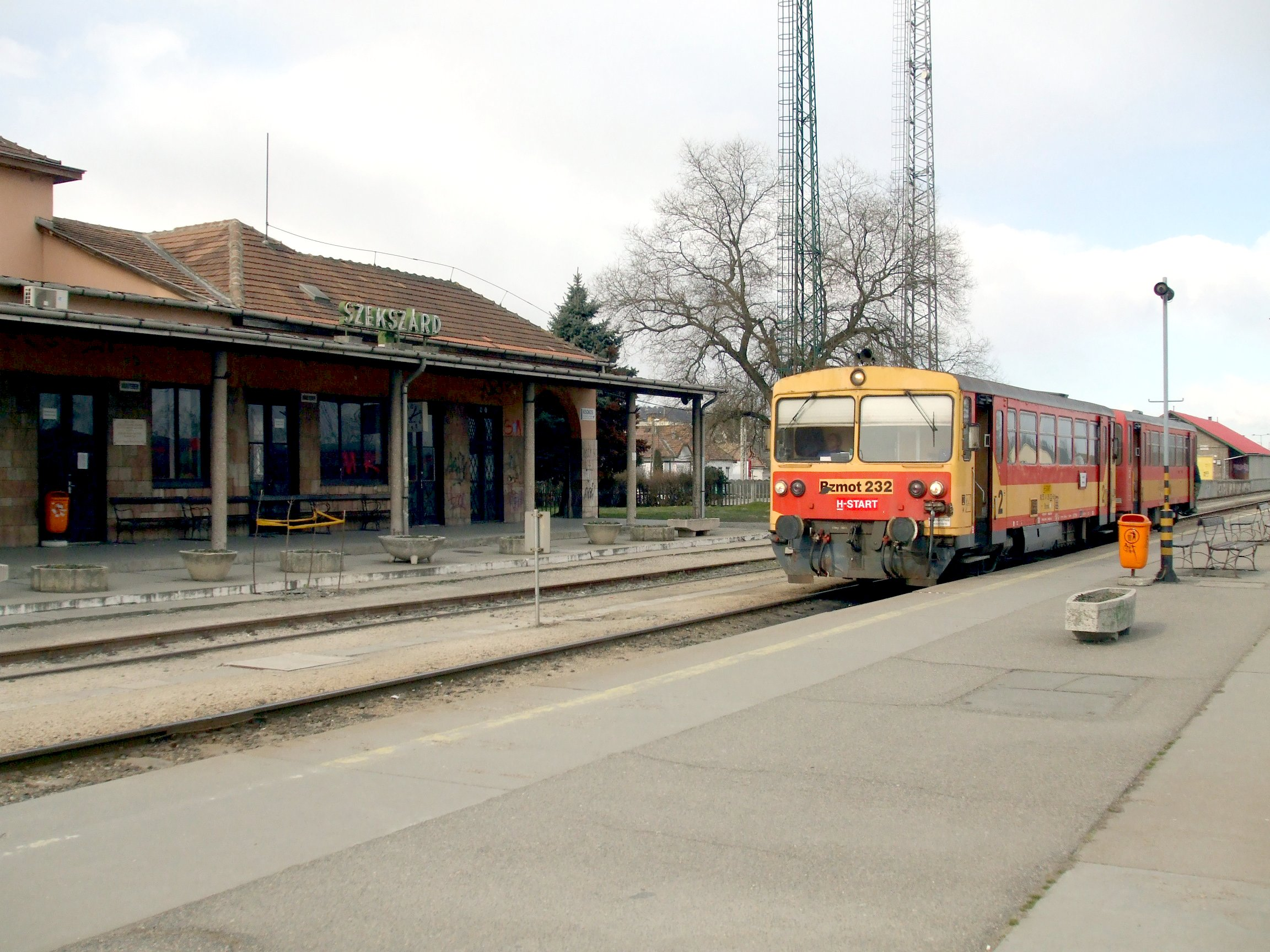
A szekszárdi vasútállomás Bzmot sorozatú motorkocsival

## Járatok
A vonalon bizonyos időszakokban további személyvonatok közlekednek a közbenső állomások között, valamint expresszvonat közlekednek Budapest-Szekszárd-Baja útvonalon.
A lista a 2020–2021-es menetrend adatait tartalmazza.

| Vonat            | Útvonal                                               |
| személyvonatok   | személyvonatok                                        |
| ---------------- | ----------------------------------------------------- |
| személy          | (Székesfehérvár –) Sárbogárd – Szekszárd – Baja       |
| IR Gemenc        | Székesfehérvár – Sárbogárd – Szekszárd – Baja         |
| Ex 1833 SUGOVICA | Baja – Szekszárd – Budapest-Déli (csak Budapest felé) |